# Belvosia williamsi
Belvosia williamsi är en tvåvingeart som beskrevs av Aldrich 1928. Belvosia williamsi ingår i släktet Belvosia och familjen parasitflugor. Inga underarter finns listade i Catalogue of Life.